# Šalara
Šalara – wieś w Słowenii, w gminie miejskiej Koper. 1 stycznia 2018 liczyła 620 mieszkańców.